# Парламентские выборы в ГДР (1976)
Парламентские выборы в ГДР (1976) — седьмые выборы в Народную палату ГДР, состоявшиеся 17 октября 1976 года. Все 500 избранных депутатов были кандидатами из списка Национального фронта ГДР. На своем первом заседании 29 октября 1976 года Народная палата избрала Вилли Штофа на пост Председателя Совета министров ГДР, а генеральный секретарь правящей партии СЕПГ Эрих Хонеккер был избран на пост Председателя Государственного совета. 

## Результаты выборов
Явка избирателей согласно официальным данным составила  99,58 %. Из 11 425 194 избирателей, обладающих правом голоса, в выборах приняло участие 11 262 946 человек. Список, предложенный Национальным фронтом, одобрило 99,86 % избирателей (11 245 023 голосов), против проголосовало 0,14 % избирателей (17 923 голосов). Число недействительных бюллетеней составило 2616.
|                                     | Национальный фронт                  |                                              | Социалистическая единая партия Германии | 11 245 023 | 99,86  | 127 | ▬ |
|                                     | Национальный фронт                  | Объединение свободных немецких профсоюзов    | 68                                      | 11 245 023 | 99,86  | ▬   |   |
|                                     | Национальный фронт                  | Христианско-демократический союз             | 52                                      | 11 245 023 | 99,86  | ▬   |   |
|                                     | Национальный фронт                  | Либерально-демократическая партия Германии   | 52                                      | 11 245 023 | 99,86  | ▬   |   |
|                                     | Национальный фронт                  | Национально-демократическая партия Германии  | 52                                      | 11 245 023 | 99,86  | ▬   |   |
|                                     | Национальный фронт                  | Демократическая крестьянская партия Германии | 52                                      | 11 245 023 | 99,86  | ▬   |   |
|                                     | Национальный фронт                  | Союз свободной немецкой молодёжи             | 40                                      | 11 245 023 | 99,86  | ▬   |   |
|                                     | Национальный фронт                  | Демократический женский союз Германии        | 35                                      | 11 245 023 | 99,86  | ▬   |   |
|                                     | Национальный фронт                  | Культурный союз                              | 22                                      | 11 245 023 | 99,86  | ▬   |   |
| Против всех                         | Против всех                         | Против всех                                  | Против всех                             | 15 307     | 0,14   |     |   |
| Всего                               | Всего                               | Всего                                        | Всего                                   | 11 260 330 | 100,00 | 500 |   |
|                                     |                                     |                                              |                                         |            |        |     |   |
| Действительных бюллетеней           | Действительных бюллетеней           | Действительных бюллетеней                    | Действительных бюллетеней               | 11 260 330 | 99,98  |     |   |
| Недействительных бюллетеней         | Недействительных бюллетеней         | Недействительных бюллетеней                  | Недействительных бюллетеней             | 2616       | 0,02   |     |   |
| Всего бюллетеней                    | Всего бюллетеней                    | Всего бюллетеней                             | Всего бюллетеней                        | 11 262 946 | 100,00 |     |   |
| Зарегистрированных избирателей/Явка | Зарегистрированных избирателей/Явка | Зарегистрированных избирателей/Явка          | Зарегистрированных избирателей/Явка     | 11 425 194 | 99,58  |     |   |